# 曼德爾施泰因山
48°43′57″N 14°48′32″E / 48.73250°N 14.80889°E

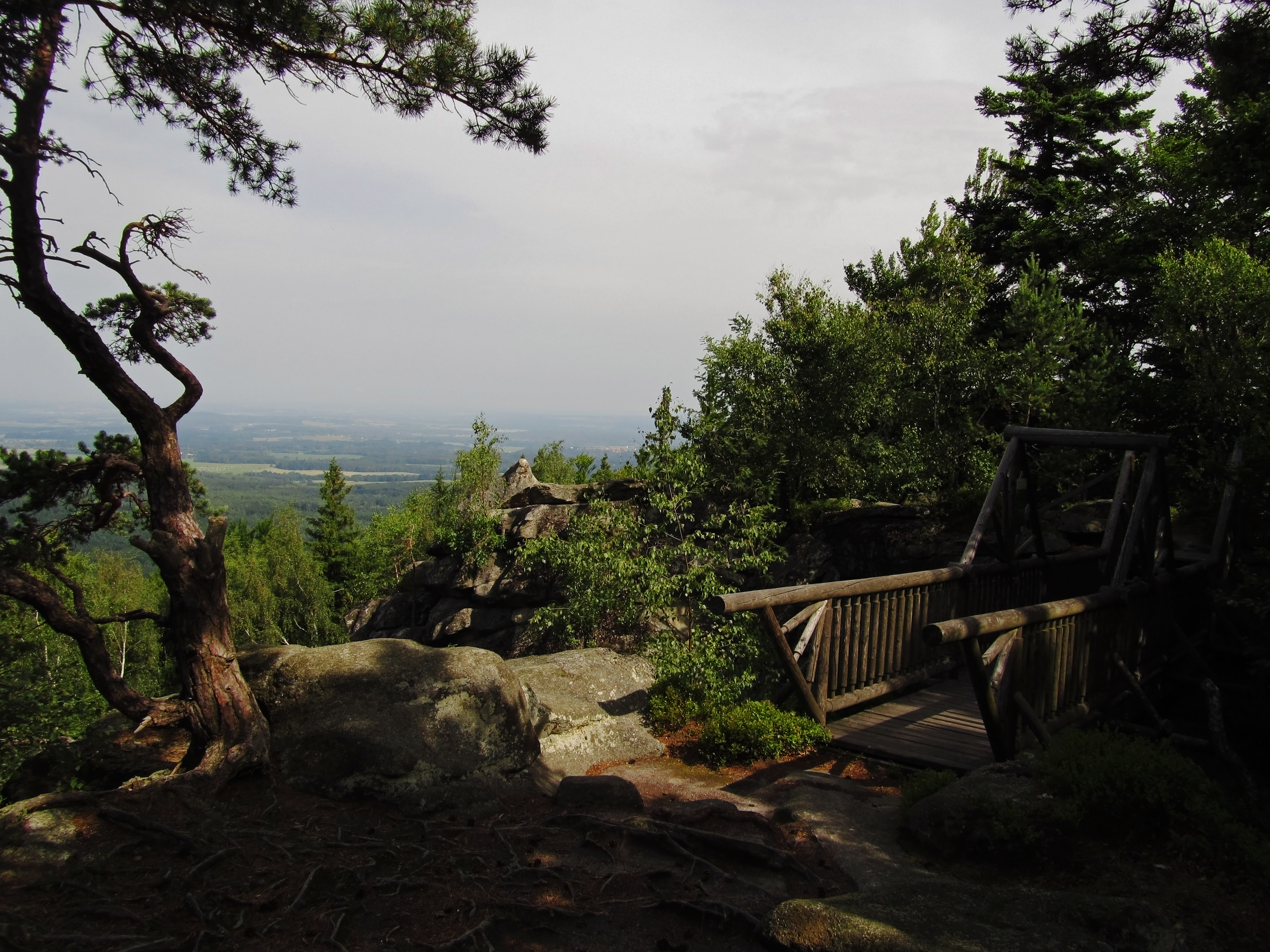

曼德爾施泰因山（德語：Mandlstein），是奧地利的山峰，位於該國東北部，由下奧地利州負責管轄，處於瓦爾德地區，海拔高度874米，山體由花崗岩組成。